# Live My Life
«Live My Life» es una canción del grupo estadounidense  Far East Movement de su cuarto álbum de estudio Dirty Bass. Cuenta con la colaboración del cantante pop canadiense Justin Bieber. Fue lanzada el 28 de febrero de 2012 como primer sencillo del álbum. La canción fue producida por RedOne productor de éxitos de Lady Gaga entre otros.
El remix oficial de la canción subtitulado "Live My Life (Party Rock Remix)", cuenta con la voz de Redfoo de LMFAO. Fue lanzado el 6 de marzo de 2012 como descarga digital. Además, fue incluida como la última pista de la edición estándar de Dirty Bass.

## Lista de canciones
Descarga digital
1. Far East Moment "Live My Life" (featuring Justin Bieber) – 3:59

Descarga digital — remix
1. Far East Moment 	"Live My Life" (Party Rock Remix) (featuring Justin Bieber y Redfoo) – 4:16

## Posicionamientos en listas
| Listas (2012)                               | Mejor posición |
| ------------------------------------------- | -------------- |
| Alemania (Offizielle Deutsche Charts)       | 8              |
| Australia (ARIA)                            | 14             |
| Austria (Ö3 Austria Top 40)                 | 20             |
| Bélgica (Flandes) (Ultratip Bubbling Under) | 39             |
| Bélgica (Valonia) (Ultratip Bubbling Under) | 1              |
| Canadá (Canadian Hot 100)                   | 4              |
| Dinamarca (Tracklisten)                     | 17             |
| Escocia (Scottish Singles Sales Chart)      | 7              |
| Eslovaquia (Rádio Top 100)                  | 3              |
| Estados Unidos (Billboard Hot 100)          | 21             |
| Finlandia (OFC)                             | 15             |
| Francia (SNEP)                              | 37             |
| Irlanda (IRMA)                              | 6              |
| Luxemburgo (Digital Songs Billboard)        | 2              |
| Nueva Zelanda (Recorded Music NZ)           | 15             |
| Noruega (VG-lista)                          | 3              |
| Países Bajos (Mega Single Top 100)          | 45             |
| Reino Unido (UK Singles Chart)              | 7              |
| República Checa (Rádio Top 100)             | 2              |
| Suecia (Sverigetopplistan)                  | 13             |
| Suiza (Schweizer Hitparade)                 | 6              |